# 迪特马尔·霍格雷费
迪特马尔·霍格雷费（德語：Dietmar Hogrefe，1962年8月23日—），德国男子马术运动员。他曾代表西德参加1984年夏季奥林匹克运动会马术比赛，获得团体三项赛铜牌和个人三项赛第十二名。